# Dave Matthews Band
Dave Matthews Band (DMB) é uma banda norte-americana formada em Charlottesville, Virgínia em 1991, pelo cantor, compositor e guitarrista Dave Matthews.
A banda foi formada pelo baixista Stefan Lessard; pelo, já falecido, LeRoi Moore, que tocava uma variedade de instrumentos de sopro indo do saxofone à flauta; violinista Boyd Tinsley; baterista Carter Beauford; e tecladista Peter Griesar. Todos conheceram Dave em Charlottesville. De 1998 até maio de 2008, a banda contou com a presença do teclista Butch Taylor durante as performances ao vivo e em 2005 começou a cooperar com o trompetista Rashawn Ross, embora ambos não estejam entre os membros oficiais do grupo.
Seu álbum de 2012, Away from the World, estreou em primeiro lugar na Billboard 200, tornando Dave Matthews Band a primeira banda do mundo a atingir seis vezes seguidas o topo da parada musical americana. De acordo com a RIAA, o grupo já vendeu cerca de 31 milhões de cópias só nos Estados Unidos, colocando-os entre os 100 artistas mais comercializados do mundo da música. Já foram indicados 14 vezes ao Grammy Awards, e venceram o prêmio em 1997 com a canção "So Much to Say", na categoria Melhor Performance Vocal de Rock.

## História
Em Novembro de 1990, David John Matthews trabalhava como barman no bar Miller´s, em Charlottesville, Virginia, onde se encontrou com o advogado Ross Hoffman, que possuía um estúdio de gravação. Matthews, apesar da sua superficial relutância em tocar ao vivo, foi convencido por Hoffman para concluir algumas das suas música que estavam inacabadas e gravar um Demo.
Em 1991, depois de gravar «Recently», «The Song That Jane Likes», «I´ll Back You Up», e «The Best Of What´s Around», Dave Matthews contactou os músicos de jazz Carter Beauford e LeRoi Moore, para gravar um álbum e começam a trabalhar juntos nos seus tempos livres.

## Integrantes
Atuais
- Dave Matthews – vocal, guitarras (1991–presente)
- Stefan Lessard – baixo (1991–presente)
- Carter Beauford – bateria, percussão, backing vocals (1991–presente)
- Rashawn Ross — trompete, backing vocals (2005–presente)
- Jeff Coffin – saxofone (2008–presente)
- Tim Reynolds – guitarra (2008–presente)
- Buddy Strong — teclado, backing vocals (2018–presente)

Antigos
- Leroi Moore – saxofone (1991–2008)
- Peter Griesar – teclado, backing vocals (1991–1993)
- Boyd Tinsley – violino, vocais, mandolin (1992–2018)
- Butch Taylor — teclado, backing vocals (1998–2008)

Linha do tempo

## Discografia

### Álbuns de estúdio
- Under the Table and Dreaming (1994)
- Crash (1996)
- Before These Crowded Streets (1998)
- Everyday (2001)
- Busted Stuff (2002)
- Stand Up (2005)
- Big Whiskey and the GrooGrux King (2009)
- Away from the World (2012)
- Come Tomorrow (2018)
- Walk Around the Moon (2023)

### Discografia LiveTrax
Em 2004, a banda começou a vender álbuns de shows ao vivo chamados de Live Trax. A maioria deles não é vendida em lojas, mas sim no website da banda.
- 2009 — 8.9.08 Alpine Valley Music Theatre — East Troy, WI
- 2009 — 6.28.08 Nissan Pavilion — Bristow, VA
- 2008 — Live Trax 2008 (EP apenas para download na iTunes Music Store dos Estados Unidos).
- 2008 — 6.7.08 Busch Stadium — St. Louis, MO
- 2008 — 5.5.95 L.B. Day Amphitheater — Salem, OR
- 2008 — 8.29.00 Saratoga Performing Arts Center, Saratoga Springs, New York
- 2007 — Pavilhão Atlântico, Lisbon, Portugal, May 25, 2007
- 2007 — MGM Grand Garden Arena, Las Vegas, NV March 23–24, 2007
- 2007 — 8.7.2004 Alpine Valley Music Theatre, East Troy, WI
- 2006 — 12.31.1996 Hampton Coliseum, Hampton, VA
- 2006 — 7.7.2006 — 7.8.2006 Fenway Park, Boston, MA
- 2006 — 8.23.1995 Meadow Brook Music Festival, Rochester Hills, MI
- 2005 — 4.30.96 Classic Amphitheatre, Richmond, VA
- 2005 — 8.27.00 Meadows Music Theatre, Hartford, CT
- 2004 — 9.12.2004 Golden Gate Park, San Francisco
- 2004 — 12.8.98 Centrum, Worcester, MA

### Discografia DMBLive
Ao final de 2008, a banda começou a vender shows exclusivamente para download em seu site oficial. Estes abrangem não só shows da banda como também shows de Dave Matthews solo e com Tim Reynolds.
- 2009 — Appalachian State University, Boone, North Carolina — March 29, 2003 — Dave Matthews e Tim Reynolds
- 2009 — Warfield Theater, San Francisco, California — May 10, 1995 — Dave Matthews Band
- 2009 — The Bayou, Washington, DC — April 10, 1993 — Dave Matthews Band
- 2009 — Irving Plaza, New York, New York — March 26, 1994 — Dave Matthews Band
- 2008 — Prism Coffeehouse, Charlottesville, Virginia — April 22, 1993 — Dave Matthews e Tim Reynolds
- 2008 — Benaroya Hall, Seattle, Washington — October 24, 2002 — Dave Matthews
- 2008 — Blue Note, Columbia, Missouri — October 22, 1994 — Dave Matthews Band
- 2008 — Town Point Park, Norfolk, Virginia — April 26, 1994 — Dave Matthews Band
- 2008 — China Club, New York, New York — January 9, 2004 — Dave Matthews

### Discografia solo
- 1999 — Live at Luther College (Ao Vivo) — Dave Matthews e Tim Reynolds
- 2003 — True Reflections — Boyd Tinsley
- 2003 — Some Devil — Dave Matthews
- 2007 — Live at Radio City (Ao Vivo) — Dave Matthews e Tim Reynolds